# Gephyrocuma simile
Gephyrocuma simile är en kräftdjursart som beskrevs av Hale 1949. Gephyrocuma simile ingår i släktet Gephyrocuma och familjen Bodotriidae. Inga underarter finns listade i Catalogue of Life.